# ФК „Струмска слава“ (Радомир)
Струмска слава е български футболен клуб от град Радомир, който участва във Втора професионална футболна лига.
Основан е през 1927 г. От 1950 до 1969 г. се нарича „Червено знаме“. Играе домакинските си мачове на Градския стадион в Радомир с капацитет 5000 места.

## Предишни имена
- 1927-1949 – Струмска слава (след обединение на „Мощ“ и „Ураган“) [1]
- 1949-1969 – Червено знаме
- 1969-1999 – Струмска слава
- 1999-2000 – Металург (след обединение с „Металург“ Перник)[2]
- от 2000 – Струмска слава

## Успехи
- 1/8-финалист в държавното първенство през 1935 г. отпадат от „ОЧ-30“ (Враца) с 0:1.
- 1-во място в Югозападната Б група през 1954 г., играе квалификации за влизане в А група
- 1/16-финалист за купата на страната през 1991, 2001, и 2012 г.
- 1/4-финалист за купата на страната през 2019 г.
- 10 участия в Б група

## Сезони
| Сезон   | Име            | Група      | Място | Нац. Купа     |
|         |                |            |       |               |
| 2009-10 | Струмска слава | В Група    | 8     |               |
| 2010-11 | Струмска слава | В Група    | 14    |               |
| 2011-12 | Струмска слава | В Група    | 16    | 1/16 финалист |
| 2012-13 | Струмска слава | В Група    | 6     |               |
| 2013-14 | Струмска слава | В Група    | 10    |               |
| 2014-15 | Струмска слава | В Група    | 7     |               |
| 2015-16 | Струмска слава | В Група    | 4     |               |
| 2016-17 | Струмска слава | Трета лига | 1     |               |
| 2017-18 | Струмска слава | Втора лига | 12    |               |
| 2018-19 | Струмска слава | Втора лига | 6     |               |
| 2019-20 | Струмска слава | Втора лига | 14    |               |
| 2020-21 | Струмска слава | Втора лига | 10    |               |
| 2021-22 | Струмска слава | Втора лига | 8     |               |
| 2022-23 | Струмска слава | Втора лига | 14    |               |

## Състав 2020/2021
Към 1 август 2020 г.

## Известни футболисти
- Георги Василев-Гочето
- Сашо Борисов
- Людмил Евгениев
- Красимир Свиленов
- Юлиян Янакиев
- Емил Варадинов
- Антон Евтимов
- Борислав Николов
- Самет Ашимов
- Екундайо Джаейоба